# Frank Stannard Gibbs
Sir Frank Stannard Gibbs KBE, CMG (* 3. Juli 1895; † 1983) war ein britischer Diplomat.

## Leben
Frank Stannard Gibbs trat 1920 in den auswärtigen Dienst ein und heiratete 1944 Sylvia Madelaine.
Er wurde am 10. Oktober 1923 Vizekonsul in Rio de Janeiro, in Brasilien, wo er vom 27. November 1923 bis 13. Juli 1924 sowie vom 16. Juni bis 16. Dezember 1926 als Generalkonsul fungierte.
Er löste am 2. Juli 1947 Ernest William Meiklereid als Generalkonsul in Saigon ab.
Am 2. Juli 1951 wurde er in dieser Funktion von Hubert Aston Graves abgelöst.
Frank Stannard Gibbs war von 1951 bis 1955 Gesandter in Manila, Philippinen.
Ab 31. August 1954 wurde die Gesandtschaft in Manila zur Botschaft aufgewertet.
Er wurde 1955 in den Ruhestand versetzt.